# Amazophrynella javierbustamantei
Espèce
Amazophrynella javierbustamantei est une espèce d'amphibiens de la famille des Bufonidae.

## Répartition
Cette espèce est endémique du Pérou. Elle se rencontre dans les régions de Madre de Dios, de Cuzco et de Junín entre 215 et 708 m d'altitude.

## Description
Les mâles mesurent de 12,79 à 16,42 mm et les femelles de 16,39 à 22,25 mm.

## Étymologie
Cette espèce est nommée en l'honneur de Javier Bustamante.

## Publication originale
- Rojas-Zamora, Chaparro, Carvalho, Ávila, Farias, Hrbek & Gordo, 2016 : Uncovering the diversity in the Amazophrynellaminuta complex: integrative taxonomy reveals a new species of Amazophrynella (Anura, Bufonidae) from southern Peru. ZooKeys, no 563, p. 43–71 (texte intégral).